# قراب جريبي
قراب جريبي هي مجموعة من خلايا الغدد الصماء الموجودة في المبيض وتتكون من النسيج الضام المحيط بالجريب، يتكون القراب من طبقة من الجريبات المبيضية، تظهر عندما تصبح البصيلات بصيلات ثانوية، وينقسم إلى طبقتين، القراب الداخلي والقراب الخارجي. تساعد في تعزيز تكوين الجريبات وتجنيد جريب واحد أثناء الإباضة. تشكل خلايا القراب والخلايا الحبيبية معًا سدى المبيض.

## تخليق الأندروجين
خلايا القراب هي المسؤولة عن تخليق الأندروجينات، وتوفير نقل الإشارة بين الخلايا الحبيبية والبويضات أثناء التطور من خلال إنشاء نظام وعائي، وتوفير العناصر الغذائية، وتوفير البنية والدعم للجريب مع نضجه. 

#### سلسلة الإشارات
يتم إطلاق هرمون تحرير الغدد التناسلية من خلال نتوءات منطقة ما تحت المهاد في الغدة النخامية الأمامية. يتم تحفيز الغدد التناسلية لإنتاج الهرمون المنبه للجريب، والهرمون الملوتن، اللذان يطلقان في مجرى الدم للتأثير على المبايض. يعمل الهرمون الملوتن على تحفيز خلايا القراب بشكل مباشر. تشكل هذه الأعضاء معًا محور وطائي نخامي غدي تناسلي. داخل المبايض، ترتبط مستقبلات البروتين ج عبر الغشاء بالهرمون الملوتن في مجرى الدم، وتنتقل الإشارة إلى داخل الخلايا من خلال عمل الرسول الثاني أحادي فوسفات الأدينوسين الحلقي والرسول الثالث بروتين كيناز ألفا. يتم بعد ذلك تحفيز الخلايا لإنتاج هرمون التستوستيرون، والذي يتم إرساله بطريقة باراكرينية إلى الخلايا الحبيبية المجاورة لتحويله إلى استراديول.

#### اضطرابات
يؤدي فرط نشاط الخلايا القشرية إلى فرط الأندروجين، ويؤدي نقص النشاط إلى نقص هرمون الاستروجين. أورام الخلايا الحبيبية، على الرغم من ندرتها (أقل من 5% من سرطانات المبيض)، قد تشمل الخلايا الحبيبية وخلايا القراب الجريبي. الأورام الحميدة هي تكاثرات حميدة لخلايا القراب والتي قد تظهر مع خلل هرموني. كما تشكل خلايا القراب إلى جانب الخلايا الحبيبية الجسم الأصفر أثناء نضوج البويضة. ترتبط خلايا القراب فقط بجريبات المبيض النامية، وهي السبب الرئيسي للعقم الناتج عن الغدد الصماء، حيث أن فرط نشاط خلايا القراب أو نقص نشاطها يمكن أن يؤدي إلى مشاكل في الخصوبة.

## تكوين الجريبات
في الإناث البالغات من البشر، يتكون الجريب البدائي من بويضة واحدة محاطة بطبقة من الخلايا الحبيبية المرتبطة بها بشكل وثيق. في المراحل المبكرة من الدورة المبيضية، يكتسب الجريب النامي طبقة من النسيج الضام والأوعية الدموية المرتبطة به. هذا الغطاء يسمى القراب. مع تقدم نمو الجريب الثانوي ، تتكاثر الخلايا الحبيبية لتشكل الغشاء الحبيبي متعدد الطبقات. على مدى عدة أشهر، تفرز الخلايا الحبيبية والخلايا القشرية السائل الغشائي، وهو مزيج من الهرمونات والإنزيمات ومضادات التخثر لتغذية البويضة الناضجة. في الجريبات الثلاثية، يتمايز النسيج أحادي الطبقة إلى نسيج داخلي ونسيج خارجي. تحتوي القشرة الداخلية على خلايا غدية والعديد من الأوعية الدموية الصغيرة، بينما تتكون القشرة الخارجية من نسيج ضام كثيف وأوعية دموية أكبر.